# Air Corsica
La Compagnie Aérienne Corse Méditerranée S.A.E.M., conosciuta in precedenza CCM Airlines e, dal 2010, come Air Corsica, è la principale compagnia aerea della Corsica, con sede ad Ajaccio. Nel 2012 si classificava come sesta compagnia aerea francese per volume di traffico, con 1,62 milioni di passeggeri.

## Storia

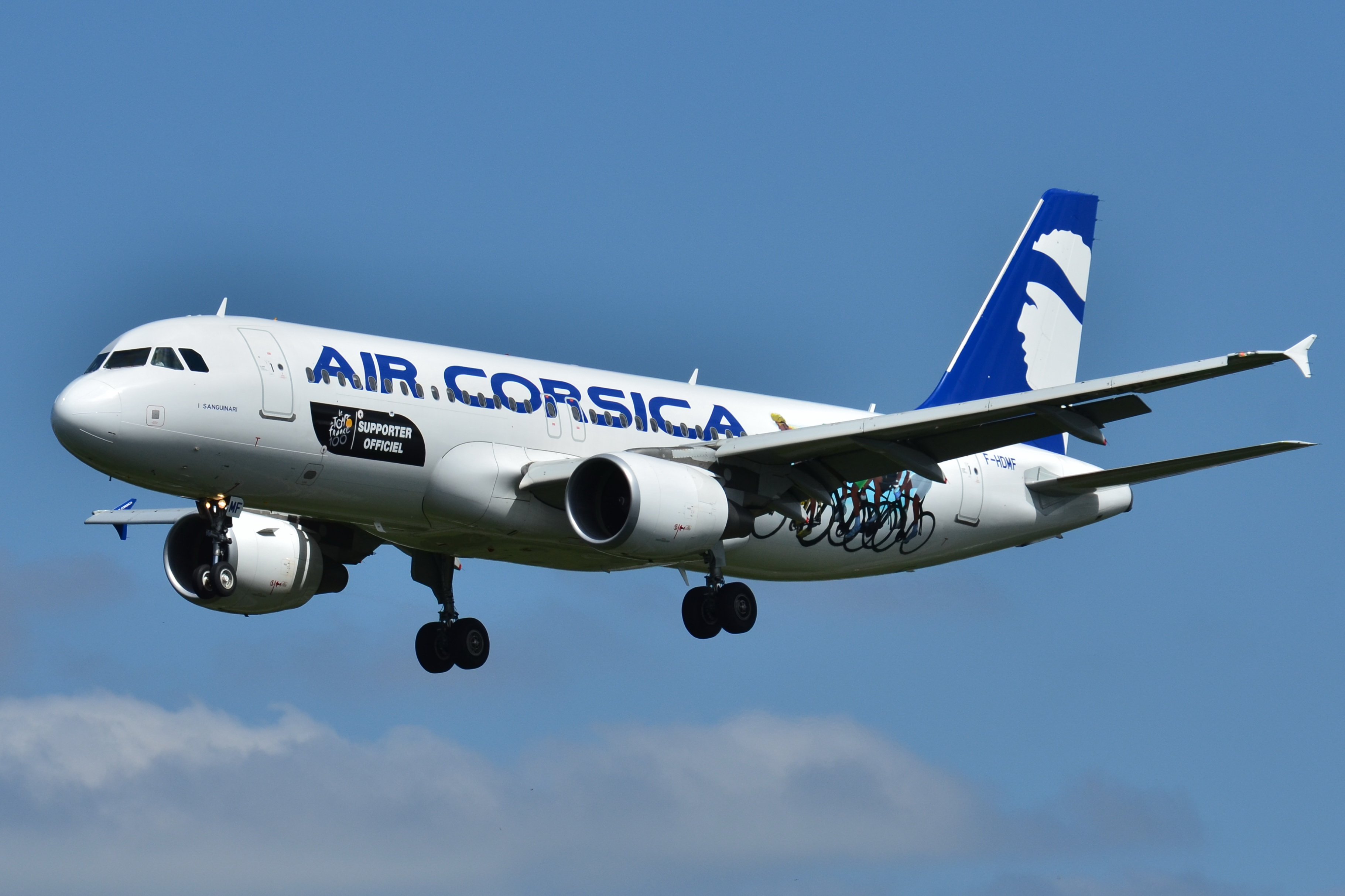
Un Airbus A320-200 con la livrea del "Tour de France".

La compagnia aerea è nata con il nome Compagnie Corse Méditerranée il primo gennaio 1989 ed ha iniziato le operazioni di volo nel giugno 1990; ha cambiato il proprio nome in CCM Airlines nel novembre 2000 e in Air Corsica nell'ottobre 2010. Dopo aver stretto una partnership con Air France ha ampliato la propria rete di destinazioni e nel giugno 2005 ha effettuato un ordine di sei ATR 72-500 per un valore di 100 milioni di euro. Le consegne sono avvenute tra il 2005 e il 2007 ed ha operato per Air France nelle rotte fra la Corsica e Lione, Marsiglia e Nizza. Attualmente è di proprietà di: Collectivité Territoriale Corse (60.37%), Air France (11.95%), Crédit Agricole (7.55%), SNCM (6.68%) e il rimanente (13,45%) è di 6 azionisti, che sono: la Caisse des dépôts et des consignations, la TAT EA, la TAT SA, la Caisse de développement de la Corse, le Chambres de Commerce et d'Industrie Corse du Sud et Haute-Corse e altri azionisti privati.

## Destinazioni

### Accordi commerciali
Al 2024 Air Corsica ha accordi di code-share con le seguenti compagnie:
- Air France
- Air France Hop
- Ita Airways

## Flotta

### Flotta attuale

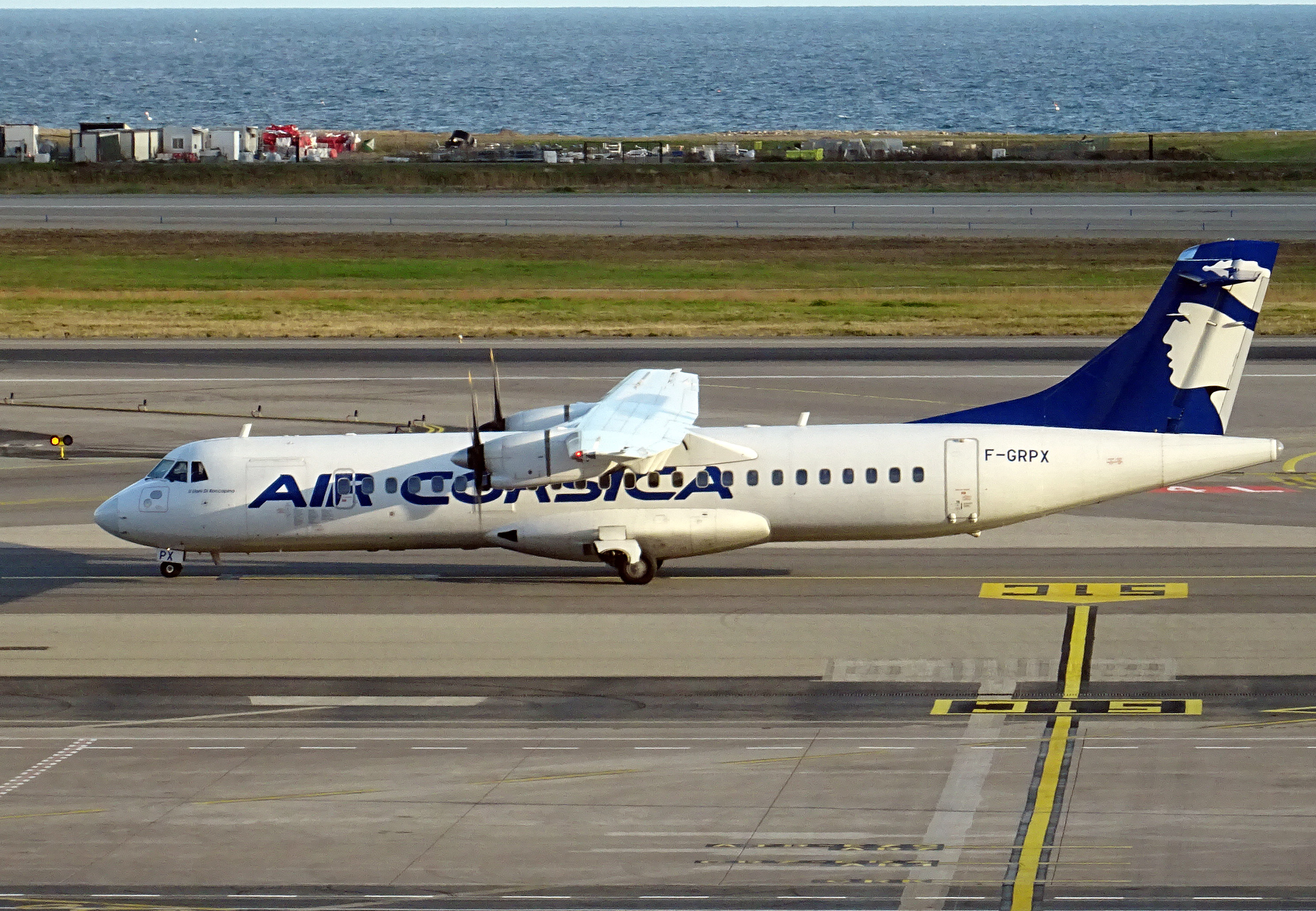
Un ATR 72-500.

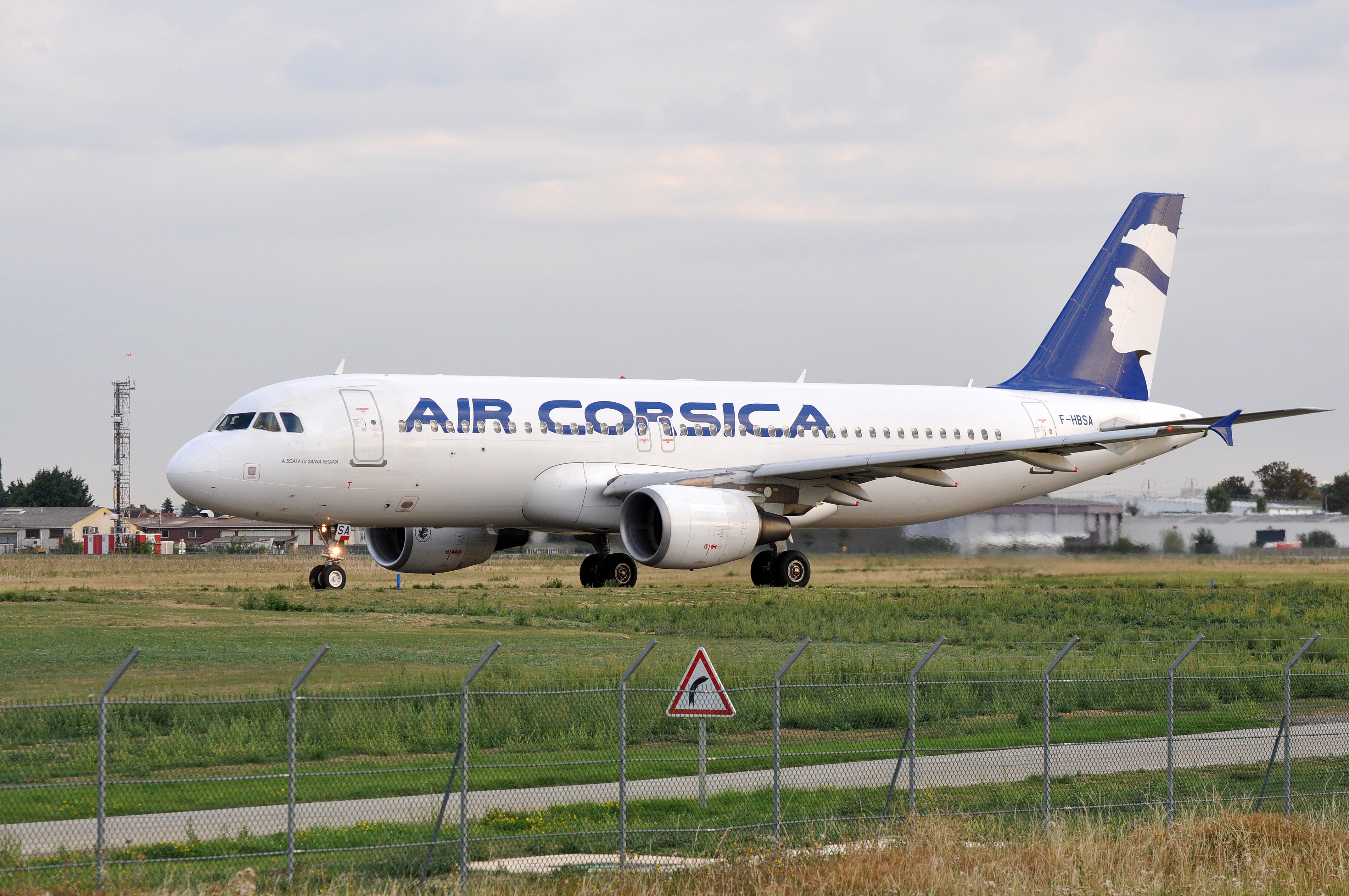
Un Airbus A320-200.

A settembre 2024 la flotta di Air Corsica è così composta:

### Flotta storica
Nel corso degli anni, Air Corsica ha operato con i seguenti aeromobili: